# 外崎修汰
外崎 修汰（とのさき しゅうた、1992年12月20日 - ）は、青森県弘前市出身のプロ野球選手（内野手、外野手）。右投右打。埼玉西武ライオンズ所属。

## 経歴

### プロ入り前
弘前市内でリンゴの農家を営んでいる家庭に生まれる。両親ともにバスケットボール経験者であり、母親は元社会人バスケットボール選手であった。
自宅の庭にバスケットのリングがある環境で育ったが、男子のチームが地域に無かった為、本格的に競技を始めるには至らなかった。弘前市立桔梗野小学校4年生の時に桔梗野ボンバーズで軟式野球を始め、弘前市立弘前第四中学校では弘前シニア、弘前白神シニアで遊撃手、捕手としてプレーした。当時盛岡東シニアに所属していた菊池雄星とは弘前シニア在籍時に対戦経験がある。
青森県立弘前実業高校では1年生時の春に正遊撃手となり、「4番・遊撃手」として迎えた3年夏は3回戦で青森県立青森東高等学校に敗れた。甲子園出場経験はない。野球部の同級生にはお笑い芸人の漢咲コータローがいた。
富士大学経済学部経済学科に進学、硬式野球部に所属する。2年生時の秋季リーグで北東北大学野球リーグの最多打点賞、3年生時の秋季リーグで最多盗塁賞（8個）、4年生時の秋季リーグで首位打者（打率.432）、ベストナイン（二塁手）、優秀選手賞を獲得した。4年生時は主将を務め、チームは春・秋連続優勝を果たした。6月10日に行われた第63回全日本大学野球選手権大会・1回戦では「3番・遊撃手」で先発出場し、3打数1安打だった。2014年11月14日に行われた第45回明治神宮野球大会・1回戦では「3番・二塁手」で先発出場し、3打数1安打だった。大学の1年先輩に山川穂高、同学年に菊池拓斗、1年後輩に多和田真三郎、2年後輩に小野泰己がいる。
2014年10月23日に行われたプロ野球ドラフト会議で埼玉西武ライオンズから3位指名を受け、契約金5000万円、年俸1200万円（金額は推定）で仮契約を結んだ。背番号は44。

### 西武時代

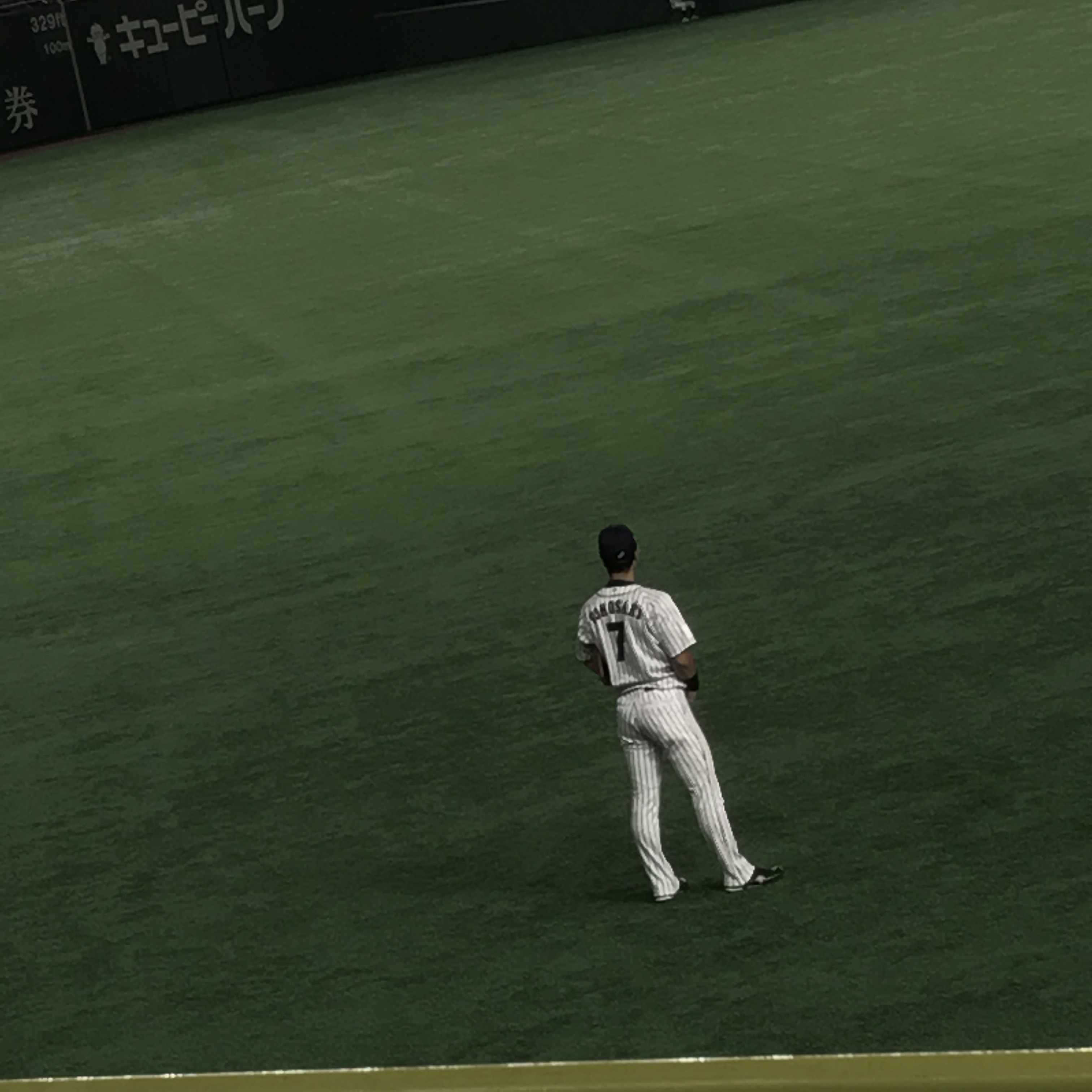
2017 アジア プロ野球チャンピオンシップにて

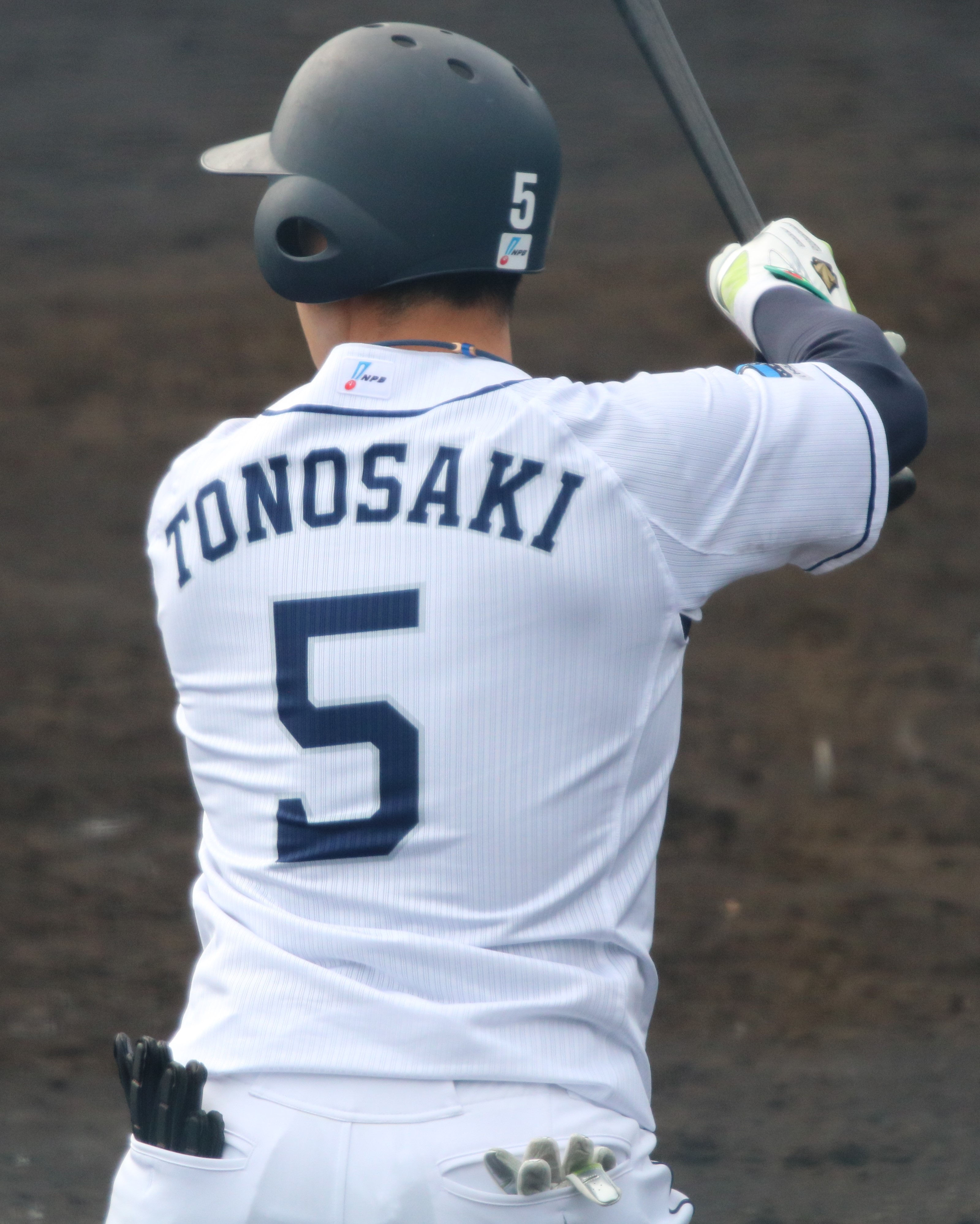
宮崎・南郷キャンプにて
（2018年2月9日）

2015年7月3日に初めて出場選手登録され、同8日の対オリックス・バファローズ戦の6回裏に代走でプロ初出場しその後守備に就くと、8回裏に回ってきた打席でプロ初安打を放った。7月25日の対北海道日本ハムファイターズ戦では「8番・遊撃手」でプロ初の先発出場を果たし、2回の第1打席で放った打球は左翼のポール上を通過し一度はファウルと判定されたが、ビデオ判定により本塁打に認定されるという形でプロ初本塁打・初打点を記録した。同31日の対福岡ソフトバンクホークス戦でも「7番・遊撃手」で先発出場し、2回裏にプロ初盗塁（二盗）を記録した。8月は月間打率.189、守備でも失点に絡む致命的なミスが続くなど精彩を欠き出場機会が激減したものの初昇格から一度も登録抹消されることなくシーズンを終え、ルーキーイヤーは一軍で43試合に出場して打率.186・1本塁打・4打点・9盗塁を記録。二軍では70試合に出場して27個の盗塁を成功させ、イースタン・リーグの最多盗塁者賞とスポーツニッポンの選定によるイ・リーグの新人賞及びデイリースポーツの選定による技能賞をそれぞれ受賞した。
2016年は自身初の開幕一軍入り、さらに「9番・遊撃手」で開幕スタメン入りも果たしたが、2打数無安打だった。7月24日に婚姻届を提出し入籍したことが同29日に球団から発表された。9月はイースタン・リーグ公式戦11試合の出場でリーグ最多の5本塁打を記録するなど活躍し、ファーム月間MVPを獲得。二軍通算では56試合に出場し、水口大地と並んでチーム最多の16盗塁を記録した。ただ一軍では2度の登録抹消を経験するなど37試合の出場で打率.176・2本塁打・5打点・6盗塁という成績にとどまり、秋季キャンプでは三塁や外野の守備練習にも取り組んだ。
2017年は春季キャンプでは正遊撃手候補としてアピールしたが、源田壮亮の入団があり、2年連続で開幕を一軍で迎えたものの開幕スタメンを逃した。開幕当初は代走から二塁や三塁の守備に就くことが多かったが、4月半ばから外野両翼のスタメンに定着。5月までは打率が2割そこそこだったバッティングも交流戦での監督の辻発彦のアドバイスを機に上昇。6月8日の読売ジャイアンツ戦で自身プロ初となる満塁本塁打を放った。この年はシーズンを通して一軍に帯同し、135試合に出場。自身初の規定打席に到達し、打率.258・10本塁打・48打点・23盗塁を記録した。オフの10月12日に第1回アジア プロ野球チャンピオンシップの日本代表に選出された。同大会では3試合に出場し、打率.462・1本塁打・4打点の活躍でMVPに選出された。契約更改では前年から倍増以上となる推定年俸2700万円でサインし、また翌年からの背番号が5に変更されることとなった。
2018年は開幕から両翼や三塁で先発出場を続け、自身初のオールスターゲームに選出された。その後もレギュラーとして出場を続けていたが、9月2日の試合を背中の張りで欠場し、フルイニング出場が止まると同4日に一軍登録を抹消された。レギュラーシーズン中の復帰はかなわなかったが、この年はレギュラーとして119試合に出場し、打率.287・18本塁打・67打点・25盗塁という成績でチーム10年ぶりのリーグ優勝に貢献した。クライマックスシリーズで復帰を果たし、オフの11月9日から行われた日米野球にも参加し、3度のスタメンを含む5試合に出場した。契約更改では4300万円増となる推定年俸7000万円でサインをした。
2019年は浅村栄斗のFA移籍に伴い開幕から二塁手として固定され、シーズン序盤は打撃が不調だったものの夏場からは復調し、自身初の全試合出場を達成。打率.274・26本塁打・90打点・22盗塁を記録し、チームのリーグ連覇に大きく貢献した。オフの11月に開催された第2回WBSCプレミア12の日本代表に選出され、契約更改では倍増となる推定年俸1億4000万円でサインをした。
2020年は新型コロナウイルスの影響で120試合制となる。7月24日の対千葉ロッテマリーンズ戦（メットライフドーム）では2-2の同点で迎えた9回一死一・二塁の打席で益田直也から自身初のサヨナラ安打を放った。同月29日のソフトバンク戦で自身初の4番で先発出場、一軍で1番から9番の全打順を経験したこととなった。9月13日のソフトバンク戦（福岡PayPayドーム）では1回表に1番打者として石川柊太から先頭打者本塁打を記録するが、この後両軍ともに点が入らずチームは勝利した。初回先頭打者本塁打だけのスミ1勝利は、球団21年ぶりのことだった。9月以降は打撃不振に陥り、一時は打率が2割3分台まで落ち込み、この年も全試合出場を果たしたが、打率.247・8本塁打・43打点・21盗塁という成績に留まった。自身初となる二塁手でのゴールデングラブ賞を受賞したものの、シーズン後半は打撃不振で外野に回され、二塁の先発で山野辺翔が使われる試合も少なくなく、二塁での先発出場は104試合に留まった。契約更改では1000万円減の推定年俸1億3000万円でサインし、「打撃を頑張って外野を守らないようにしていきたい」と翌年の二塁手専任を誓った。
2021年4月3日のソフトバンク戦（福岡PayPayドーム）の1回表第1打席、高橋礼から左足首付近に死球を受け、左腓骨を骨折し、同月12日に手術を受けた。復帰は早くて7月中旬と見込まれていたが、早い回復を見せ6月15日の二軍戦で実戦復帰、7月3日に一軍復帰を果たした。翌4日のオリックス戦でスタメン復帰して以降は全試合に二塁で先発出場したものの、一時は8番まで打順が落ち、最終戦でも7番打者起用と打撃が振るわず、この年は73試合の出場で打率.220・5本塁打・19打点・9盗塁という成績に終わった。オフに、2600万円減となる推定年俸1億400万円で契約を更改した。
2022年はオープン戦で4本塁打を記録したが、レギュラーシーズンでの第4号は開幕から3か月後の6月29日。8月25日の対ロッテ戦（ZOZOマリンスタジアム）では1回表に鈴木昭汰から自身2本目となる初回先頭打者本塁打を放った。シーズン終盤には腰痛により10日間戦列を離れ、この年は132試合に出場し、規定打席に到達したシーズンとしては自己最低の打率.215・出塁率.295・OPS.650・10盗塁。本塁打は12本と3年ぶりの2桁本塁打こそ達成したが、打率と出塁率はリーグワースト2位、113三振はリーグ5位タイとバッティングの粗さが目立った。ただ、守備面では12球団の二塁手でトップとなるUZR15.4を記録し、自身2年ぶり2度目となるゴールデングラブ賞を受賞。シーズン中に国内FA権を取得していたが、オフに権利を行使した上で残留し、球団とは推定年俸1億6000万円の4年契約を締結した。
2023年、4月18日の対ソフトバンク戦（東京ドーム）で4回一死無走者の打席で石川柊太から、5回一死二・三塁の打席で又吉克樹からそれぞれ本塁打を放ち、自身初の2打席連続本塁打を記録した。6月28日の対日本ハム戦（沖縄セルラースタジアム那覇）では両者無得点で迎えた8回二死二塁の打席で玉井大翔から決勝適時打を放ち、チームで4年ぶり沖縄での勝利を飾った。シーズン通算では136試合に出場し、12本塁打、チームトップの打率.260、54打点、26盗塁の成績を残した。オフの11月25日に選手会長に就任し、12月5日の契約更改では4年契約2年目で現状維持の推定年俸1億6000万円でサインした。
2024年は4月終了時点で打率.194と苦しみ、4月20日の試合では背中の軽い張りによりベンチ外となり、その後もベンチスタートとなる試合があった。6月4日の東京ヤクルトスワローズ戦では7回に同点となる2号ソロ本塁打を放ったが、左太もも裏の張りで8回の守備から途中交代。翌5日に出場選手登録を抹消され、6月25日に一軍復帰を果たした。ただ、7月9日（対日本ハム）の第2打席で安打を放ってから同16日（対オリックス）の第2打席で二塁打を放つまで22打席連続ノーヒット。8月は月間打率.165と打撃不振は続き、10月は8打数5安打でシーズンを終え、この年は127試合の出場で規定打席に到達したものの、99安打と3年ぶりに三桁に届かなかった。その他、7本塁打、41打点、11盗塁、リーグワーストの打率.227という成績に終わり、前年は免除されていた秋季キャンプにもチーム方針で参加となった。
2025年は三塁手へコンバートされ、開幕スタメン入りを果たした。5月4日の日本ハム戦で2号ソロを放ち、この試合を終えた時点でチーム全28試合にスタメン出場し、113打席で打率.255を記録。しかし、翌5日の同カード〜前半戦終了までのチーム60試合では、外崎は出場48試合・151打席・打率.179・1本塁打と打撃不振により、出場機会が減少した。三塁守備でも10失策と振るわず、チームは7月11日に本職が三塁手のJ.D.デービスを獲得。オールスターブレイク期間のチーム全体練習にて、外崎は右翼でノックを受け、8月10日の楽天戦では途中出場で、一軍公式戦では3年ぶりとなる右翼守備に就いた。

## 選手としての特徴
“走攻守”3拍子揃ったユーティリティープレイヤー。
守備
守備では二塁を中心に内・外野複数のポジションを高い水準でこなし、俊足を生かした広い守備範囲と強肩を兼ね備えている。こういった能力を買われ、試合途中からポジションを移動することも多い。
打撃
パンチ力があり、勝負強さが光るバッティングを見せる。また、犠打など小技も得意であり、2桁犠打を達成したシーズンもある。
走塁
4年連続20盗塁以上を記録したこともあるほどの俊足。

## 人物
愛称は「アップルパンチ」。これは、FM NACK5の番組『NACK5 SUNDAY LIONS』のリポーターを務めていた安藤かなみが命名した愛称で、実家がリンゴ園である「アップル」と、パンチ力が武器である「パンチ」を組み合わせた造語。また、転じて外崎が本塁打を打った際にも用いられている。なお、チームメイトからは「トノ」と呼ばれている。
プレー中にコミカルな動きや変顔になってしまうことが多いことから、パ・リーグTVのYouTubeチャンネルで度々特集が組まれている。
2025年時点の体脂肪率は10%、25〜6歳の頃は8%だった。

## 詳細情報

### 年度別打撃成績
| 年 度      | 球 団      | 試 合 | 打 席 | 打 数 | 得 点 | 安 打 | 二 塁 打 | 三 塁 打 | 本 塁 打 | 塁 打 | 打 点 | 盗 塁 | 盗 塁 死 | 犠 打 | 犠 飛 | 四 球 | 敬 遠 | 死 球 | 三 振 | 併 殺 打 | 打 率 | 出 塁 率 | 長 打 率 | O P S |
| ---------- | ---------- | ----- | ----- | ----- | ----- | ----- | -------- | -------- | -------- | ----- | ----- | ----- | -------- | ----- | ----- | ----- | ----- | ----- | ----- | -------- | ----- | -------- | -------- | ----- |
| 2015       | 西武       | 43    | 110   | 97    | 16    | 18    | 3        | 0        | 1        | 24    | 4     | 9     | 1        | 6     | 0     | 6     | 0     | 1     | 30    | 1        | .186  | .240     | .247     | .488  |
| 2016       | 西武       | 37    | 57    | 51    | 8     | 9     | 0        | 0        | 2        | 15    | 5     | 6     | 0        | 3     | 0     | 3     | 0     | 0     | 11    | 1        | .176  | .222     | .294     | .516  |
| 2017       | 西武       | 135   | 489   | 438   | 65    | 113   | 22       | 3        | 10       | 171   | 48    | 23    | 3        | 10    | 3     | 33    | 0     | 5     | 109   | 4        | .258  | .315     | .390     | .706  |
| 2018       | 西武       | 119   | 510   | 453   | 70    | 130   | 24       | 3        | 18       | 214   | 67    | 25    | 9        | 6     | 1     | 47    | 0     | 3     | 102   | 9        | .287  | .357     | .472     | .830  |
| 2019       | 西武       | 143   | 621   | 533   | 96    | 146   | 27       | 6        | 26       | 263   | 90    | 22    | 6        | 14    | 6     | 63    | 0     | 5     | 132   | 9        | .274  | .353     | .493     | .846  |
| 2020       | 西武       | 120   | 500   | 433   | 62    | 107   | 18       | 2        | 8        | 153   | 43    | 21    | 7        | 7     | 2     | 54    | 1     | 4     | 87    | 7        | .247  | .335     | .353     | .688  |
| 2021       | 西武       | 73    | 300   | 254   | 30    | 56    | 14       | 0        | 5        | 85    | 19    | 9     | 5        | 6     | 3     | 35    | 0     | 2     | 54    | 1        | .220  | .316     | .335     | .651  |
| 2022       | 西武       | 132   | 547   | 478   | 54    | 103   | 25       | 3        | 12       | 170   | 47    | 10    | 6        | 11    | 3     | 52    | 0     | 3     | 113   | 12       | .215  | .295     | .356     | .650  |
| 2023       | 西武       | 136   | 571   | 503   | 60    | 131   | 28       | 3        | 12       | 201   | 54    | 26    | 3        | 3     | 4     | 56    | 0     | 5     | 114   | 11       | .260  | .338     | .400     | .738  |
| 2024       | 西武       | 127   | 500   | 436   | 41    | 99    | 25       | 1        | 7        | 147   | 41    | 11    | 3        | 6     | 3     | 45    | 4     | 10    | 88    | 15       | .227  | .312     | .337     | .649  |
| 通算：10年 | 通算：10年 | 1065  | 4205  | 3676  | 502   | 912   | 186      | 21       | 101      | 1443  | 418   | 162   | 43       | 72    | 25    | 394   | 5     | 38    | 840   | 70       | .248  | .325     | .393     | .718  |

- 2024年度シーズン終了時
- 各年度の太字はリーグ最高

### WBSCプレミア12での打撃成績
| 年 度 | 代 表 | 試 合 | 打 席 | 打 数 | 得 点 | 安 打 | 二 塁 打 | 三 塁 打 | 本 塁 打 | 塁 打 | 打 点 | 盗 塁 | 盗 塁 死 | 犠 打 | 犠 飛 | 四 球 | 敬 遠 | 死 球 | 三 振 | 併 殺 打 | 打 率 | 出 塁 率 | 長 打 率 |
| ----- | ----- | ----- | ----- | ----- | ----- | ----- | -------- | -------- | -------- | ----- | ----- | ----- | -------- | ----- | ----- | ----- | ----- | ----- | ----- | -------- | ----- | -------- | -------- |
| 2019  | 日本  | 5     | 16    | 11    | 1     | 2     | 0        | 0        | 0        | 2     | 0     | 2     | 0        | 0     | 1     | 4     | 0     | 0     | 3     | 0        | .182  | .375     | .182     |

### 年度別守備成績
| 年 度 | 球 団 | 二塁  | 二塁  | 二塁  | 二塁  | 二塁  | 二塁     | 三塁  | 三塁  | 三塁  | 三塁  | 三塁  | 三塁     | 遊撃  | 遊撃  | 遊撃  | 遊撃  | 遊撃  | 遊撃     | 外野  | 外野  | 外野  | 外野  | 外野  | 外野     |
| 年 度 | 球 団 | 試 合 | 刺 殺 | 補 殺 | 失 策 | 併 殺 | 守 備 率 | 試 合 | 刺 殺 | 補 殺 | 失 策 | 併 殺 | 守 備 率 | 試 合 | 刺 殺 | 補 殺 | 失 策 | 併 殺 | 守 備 率 | 試 合 | 刺 殺 | 補 殺 | 失 策 | 併 殺 | 守 備 率 |
| ----- | ----- | ----- | ----- | ----- | ----- | ----- | -------- | ----- | ----- | ----- | ----- | ----- | -------- | ----- | ----- | ----- | ----- | ----- | -------- | ----- | ----- | ----- | ----- | ----- | -------- |
| 2015  | 西武  | -     | -     | -     | -     | -     | -        | 6     | 0     | 3     | 0     | 0     | 1.000    | 34    | 45    | 72    | 7     | 21    | .944     | -     | -     | -     | -     | -     | -        |
| 2016  | 西武  | 2     | 6     | 8     | 0     | 2     | 1.000    | 12    | 6     | 11    | 1     | 1     | .944     | 20    | 18    | 28    | 4     | 5     | .920     | -     | -     | -     | -     | -     | -        |
| 2017  | 西武  | 50    | 20    | 39    | 0     | 8     | 1.000    | 27    | 7     | 22    | 1     | 2     | .967     | -     | -     | -     | -     | -     | -        | 118   | 177   | 4     | 2     | 0     | .989     |
| 2018  | 西武  | 15    | 6     | 13    | 1     | 3     | .950     | 61    | 39    | 75    | 5     | 7     | .958     | -     | -     | -     | -     | -     | -        | 80    | 122   | 6     | 1     | 0     | .992     |
| 2019  | 西武  | 142   | 361   | 456   | 14    | 97    | .983     | -     | -     | -     | -     | -     | -        | -     | -     | -     | -     | -     | -        | 4     | 6     | 1     | 1     | 0     | .865     |
| 2020  | 西武  | 110   | 224   | 362   | 5     | 72    | .992     | -     | -     | -     | -     | -     | -        | -     | -     | -     | -     | -     | -        | 18    | 31    | 0     | 2     | 0     | .939     |
| 2021  | 西武  | 72    | 157   | 221   | 5     | 53    | .987     | -     | -     | -     | -     | -     | -        | -     | -     | -     | -     | -     | -        | -     | -     | -     | -     | -     | -        |
| 2022  | 西武  | 131   | 281   | 420   | 10    | 90    | .986     | -     | -     | -     | -     | -     | -        | -     | -     | -     | -     | -     | -        | 2     | 0     | 0     | 0     | 0     | ----     |
| 2023  | 西武  | 135   | 275   | 409   | 13    | 81    | .981     | -     | -     | -     | -     | -     | -        | -     | -     | -     | -     | -     | -        | -     | -     | -     | -     | -     | -        |
| 2024  | 西武  | 124   | 244   | 364   | 5     | 71    | .992     | -     | -     | -     | -     | -     | -        | -     | -     | -     | -     | -     | -        | -     | -     | -     | -     | -     | -        |
| 通算  | 通算  | 781   | 1574  | 2292  | 53    | 474   | .986     | 106   | 52    | 111   | 7     | 10    | .959     | 54    | 63    | 100   | 11    | 26    | .937     | 222   | 336   | 11    | 6     | 0     | .983     |

- 2024年度シーズン終了時
- 各年度の太字はリーグ最高
- 太字年はゴールデングラブ賞受賞年

### 表彰
- ゴールデングラブ賞：2回（二塁手部門：2020年、2022年）
- ファーム月間MVP：1回（2016年9月）
- パテレアワード 外崎の外崎による外崎のためのりんご大賞（2024年）[111]
- アジア プロ野球チャンピオンシップ最優秀選手：1回（2017年）

### 記録
初記録
- 初出場：2015年7月8日、対オリックス・バファローズ13回戦（西武プリンスドーム）、7回裏に中村剛也の代走で出場
- 初打席・初安打：同上、8回裏に佐藤達也から右前安打
- 初先発出場：2015年7月25日、対北海道日本ハムファイターズ15回戦（西武プリンスドーム）、「8番・遊撃手」で先発出場
- 初本塁打・初打点：同上、2回裏に吉川光夫から左越ソロ
- 初盗塁：2015年7月31日、対福岡ソフトバンクホークス16回戦（西武プリンスドーム）、4回裏に二盗（投手：リック・バンデンハーク、捕手：髙谷裕亮）

節目の記録
- 1000試合出場：2024年7月10日、対北海道日本ハムファイターズ11回戦（ベルーナドーム）、「3番・二塁手」で先発出場 ※史上532人目[112]
- 100本塁打：2024年9月7日、対福岡ソフトバンクホークス22回戦（みずほPayPayドーム福岡）、9回表にダーウィンゾン・ヘルナンデスから右越決勝ソロ ※史上308人目

その他の記録
- オールスターゲーム出場：3回（2018年、2023年、2024年）

### 背番号
- 44（2015年[16] - 2017年）
- 5（2018年[37] - ）
- 7（2017年アジアプロ野球チャンピオンシップ）

### 登場曲
- 「Summer Madness」三代目 J Soul Brothers from EXILE TRIBE（2015年）
- 「Touch me on the Beach」JASMINE（2016年）[113]
- 「Miracle Game」TUBE（2017年 - ）[114]
- 「Chandelier」Sia（2020年）
- 「promise」広瀬香美（2021年 - ）[115]
- 「花になって」緑黄色社会（2024年 - ）

### 代表歴
- 2017 アジア プロ野球チャンピオンシップ 日本代表
- 2019 WBSCプレミア12 日本代表

## 関連情報

### 著書
- マイペースでいいじゃん!（2024年5月22日、ベースボール・マガジン社、ISBN 978-4-583-11674-7）